# MESS (CP/J)
MESS – polecenie nierezydentne systemu CP/J, zlecające przesłanie komunikatów tekstowych pomiędzy stacjami roboczymi sieci lokalnej o nazwie JUNET, pracującej pod kontrolą systemu CP/J.
Dyrektywa ta ma następującą postać:
MESS
Po wydaniu tego zlecenia, użytkownik wskazuje adres komputera (adres indywidualny), lub komputerów (adres grupowy), do których ma zostać przesłany komunikat, oraz samą treść komunikatu. Koniec treści komunikatu sygnalizuje się znakiem cudzysłowu. Wybór odpowiednich funkcji umożliwia przesłanie wielokrotne pod różne adresy tego samego komunikatu. Zakończenie pracy z poleceniem MESS uzyskuje się poprzez wybranie funkcji "Koniec". Adres odbiorcy komunikatu podaje się w postaci liczby dziesiętnej, lub szesnastkowej i analogicznie dla adresów grupowych. Wysyłanie komunikatów pod adresy grupowe, a więc do wielu użytkowników, może być dokonywane tylko z komputerów o adresach sieciowych od 1 do 15.
Polecenie musi mieć nadane atrybuty pliku: SYS i R/O, aby zlecenie mogło być wydawane na komputerach uczniowskich.